# Benjamin Bernard
Benjamin Bernard ist ein US-amerikanischer Schauspieler.

## Leben
Von 2013 bis 2015 lernte Bernard das Schauspiel an den Truthful Acting Studios in Orlando, Florida. Erste Erfahrungen als Filmschauspieler sammelte er in einer Reihe von Kurzfilmen. Er erhielt 2014 Rollen in der Fernsehserie The Awakening Tales und im Film The Awakening. Seine erste große Rolle hatte er 2017 als Tommie im Drama The Turnaround. 2018 folgte eine der Hauptrollen als Sean in dem Fantasy-Abenteuerfilm The Last One. Eine Nebenrolle als Officer Martinez erhielt er in Looking in the Mirror. 2021 war er in dem Abenteuerfilm Jungle Run – Das Geheimnis des Dschungelgottes als Sark zu sehen.

## Filmografie (Auswahl)
- 2012: Once Upon a Time in High School-Cinematic Trailer (Kurzfilm)
- 2012: Punisher: Outbreak (Kurzfilm)
- 2013: Shield-Less (Kurzfilm)
- 2014: The Awakening Tales (Fernsehserie)
- 2014: The Awakening
- 2015: Spookerbillies (Fernsehserie, Episode 1x01)
- 2015: Room 236
- 2016: When You See Something That Isn’t There (Kurzfilm)
- 2016: Ballers (Fernsehserie, Episode 2x08)
- 2016: Hunter & Prey: Into the Abyss (Kurzfilm)
- 2016: Vein (Kurzfilm)
- 2016: Bobblehead (Kurzfilm)
- 2016: Prodigal (Kurzfilm)
- 2017: Hustler: the Series (Fernsehserie)
- 2017: The Turnaround
- 2017: King Charles
- 2017: The Corridor (Kurzfilm)
- 2017: Self Defense (Kurzfilm)
- 2017: The Teacher Project (Fernsehserie, 2 Episoden)
- 2017: The Last Informant (Kurzfilm)
- 2017: Torrent
- 2017: Runaway (Kurzfilm)
- 2017: Lucy Short (Kurzfilm)
- 2017: A Prayer (Kurzfilm)
- 2018: Dream Away (Kurzfilm)
- 2018: Mi Familia Perfecta (Fernsehserie, Episode 1x56)
- 2018: MMA: Never Surrender (Kurzfilm)
- 2018: The Last One
- 2018: Whatever You Do (Fernsehserie)
- 2018: The Season
- 2018: Messiah
- 2019: Looking in the Mirror
- 2019: J4Justice (Kurzfilm)
- 2019: The Storefront (Kurzfilm)
- 2021: Dark Echoes (Fernsehserie, Episode 1x06)
- 2021: Jungle Run – Das Geheimnis des Dschungelgottes (Jungle Run)